# Chalybeothemis pruinosa
Chalybeothemis pruinosa là loài chuồn chuồn trong họ Libellulidae. Loài này được Dow, Choong & Orr mô tả khoa học đầu tiên năm 2007.